# Premier architecte du Roi
Le Premier architecte du Roi était, sous l'Ancien Régime en France, l'adjoint direct du directeur général des Bâtiments, Arts et Manufactures de France et, par suite, le numéro 2 des Bâtiments du Roi, faisant partie du département de la Maison du roi.

## Attributions
Le Premier architecte du Roi était, en principe, chargé de travaux de maîtrise d'œuvre pour le compte des Bâtiments du Roi. Ainsi, Ange-Jacques Gabriel fut-il chargé de la conception de la place Louis XV à partir des meilleures idées soumises au concours par ses confrères.
Mais il exerçait surtout d'importantes responsabilités administratives, en qualité de maître d'ouvrage des travaux ordonnés par les Bâtiments du Roi : il avait la charge de passer les marchés de travaux avec les entrepreneurs et les artisans, de surveiller la gestion des magasins (marbres, plombs, etc.), d'inspecter les chantiers, de procéder à la réception des travaux, etc.

## Organisation
Le Premier architecte du Roi était assisté par des intendants et contrôleurs généraux, des dessinateurs, un inspecteur général, tous choisis parmi les architectes les plus distingués, le plus souvent membres de l'Académie royale d'architecture. Il est d'office directeur de cette même Académie royale d'architecture. Il disposait également d'officiers comptables et de commis.
Il avait la supervision de l'intendance des Eaux et Fontaines, charge dévolue depuis le XVIIe siècle à la famille des Francine.

## Liste chronologique des Premiers architectes du Roi
- ? -1614 : Louis Métezeau; Jacques II Androuet du Cerceau
- 1614-1626 : Salomon de Brosse
- 1639-1654 : Jacques Lemercier
- 1654-1670 : Louis Le Vau
- 1670-1681 : François d'Orbay
- 1681-1708 : Jules Hardouin-Mansart
- 1708-1734 : Robert de Cotte
- 1734-1742 : Jacques V Gabriel
- 1742-1775 : Ange-Jacques Gabriel
- 1775-1789 : Richard Mique